# Antonio García Gutiérrez
Antonio García Gutiérrez (Chiclana de la Frontera, 5 de juliol de 1813 - Madrid, 6 d'agost de 1884) va ser un dramaturg, llibretista de sarsuela, poeta i escriptor romàntic espanyol, va ocupar el càrrec de director del Museu Arqueològic Nacional d'Espanya.

## Biografia
Va començar com a col·laborador de diferents publicacions. Va aprendre senegalès i es va posar a traduir drames d'Eugène Scribe i novel·les d'Alexandre Dumas, entre d'altres. Mentrestant, va escriure el drama romàntic El trobador, l'estrena del qual va ser molt aplaudit i aclamat, va ser al teatre del Príncep, l'1 de març de 1836. És un drama en prosa i vers una mica deutor del Macías de Mariano José de Larra i té per assumpte la venjança de la gitana Azucena, que deixa morir al trobador Manriquqe a les mans del Comte de Luna. Llevat d'ella, tots ignoren que aquests són germans, tots dos enfrontats políticament i aspirants a la mà d'Eleonor, qui estima veritablement Manrique i acaba emmetzinant-se. La peça, doncs, com assenyala encertadament Larra en la seva crítica, posseeix dues accions estretament interconnectades, la derivada de la història d'amor i la relacionada amb la venjança. Es troba ambientada a l'Aragó del segle xv i el seu èxit va motivar una refosa en vers (1851) del seu propi autor. Va merèixer a més a més una adaptació operística amb el títol de Il trovatore de Giuseppe Verdi, estrenada el 1853, amb llibret de Salvatore Cammarano.
García Gutiérrez va marxar a la seva ciutat natal, Chiclana de la Frontera i més tard va regressar a la Cort el 1837 amb un nou drama, El paje, que va garantir la seva situació. El seu següent èxit va ser Simón Bocanegra (1843), del qual també es va fer una adaptació operística de Giuseppe Verdi, Francesco Maria Piave, Giuseppe Montanelli i Arrigo Boito el 1857. Va passar a Amèrica el 1844 i va residir a Cuba i Mèxic. A la seva tornada el 1850 tot van ser honors: comanador de l'Orde de Carles III (1856), comissari interventor del Deute espanyol a Londres (1855-1856), membre de la Reial Acadèmia Espanyola (1862), cònsol d'Espanya a Baiona i Gènova (1870-1872), director del Museu Arqueològic Nacional d'Espanya (1872), Creu d'Elisabet II. Les seves millors obres d'aquest període són les següents: la sarsuela El Grumete (1853). El drama històric La Venganza catalana, estrenat el quatre de febrer de 1864 i que recrea la mort del paladí dels almogàvers Roger de Flor a les mans de l'emperador romà d'Orient Miquel IX Paleòleg. La venjança és planejada per la seva esposa i executada per Berenguer de Roudor; l'obra està complicada amb trames amoroses, familiars, racials i religioses. Juan Lorenzo (1865) és un altre drama històric ambientat a la València de les germanies en el que el personatge que dona títol a l'obra s'aixeca contra la noblesa a recerca de llibertat, però és traït pels seus i pereix. La impressió de les seves Obres escollides (1866) va ser costejada pel Govern. A la seva mort el 1884, l'enterrament, que ell havia disposat humil, va ser una manifestació de dol nacional. El 2013, la seva ciutat natal Chiclana de la Frontera va celebrar el Bicentenari del seu naixement amb diversos actes i premis

## Obres
Encara que les seves Poesies (1840) i el seu altre volum de lírica, Luz y tinieblas (1842) no són importants, és recordat el poema ¡Abajo los Borbones! (1868), compost en triomfar la revolució d'aquest any i que es va fer molt popular.
La versificació és més brillant en els seus drames històrics, i la seva anàlisi de les emocions dels personatges femenins l'ha convertit en un dels dramaturgs canònics del Romanticisme espanyol. Va ser, en qualsevol cas, un dels més fecunds, i va deixar traslluir la seva ideologia liberal exaltada i les seves inquietuds socials en nombroses ocasions. El tema de la revolució apareix ja com a tema secundari a El rey monje (1839), se n'amplia més a El encubierto de Valencia (1840), ambientat a l'època de les germanies valencianes, i es desenvolupa més àmpliament a Simón Bocanegra, on un antic pirata digne i generós arriba al govern de la Gènova del segle xiv i ha d'enfrontar-se amb les limitacions del poder i la impossibilitat d'imposar el seny enmig d'un cabdell d'egoismes. La culminació de la seva anàlisi de la revolució es realitza a Juan Lorenzo, novament ambientat a les germanies de València i la seva posició a Carlos I on es contraposen el revolucionari idealista sense interessos personals que dona títol a l'obra i el revolucionari ambiciós i oportunista, ple de rancors, radical i exaltat en els mitjans, Guillén Sorolla. Altres drames històrics són Las dos coronas, (estrenada per la contralt cordovesa Josefa Mora), El tesorero del rey, sobre la venjança que executa Pere I en el seu ministre jueu Samuel ha-Leví. Un duelo a muerte adaptació molt personal d'un drama de Lessing que està ambientat a la Florència de Cosme II de Médici. Altres obres són: Doña Urraca de Castilla, Zaida, Afectos de odio y amor, Las bodas de doña Sancha, El bastardo' o De un apuro otro mayor.
Va escriure també nombroses comèdies, la millor de les quals és Crisálida y mariposa (1872), una comèdia d'intriga sobre el desvetllament d'un noi a l'amor, i nombroses sarsueles, com El robo de las Sabinas, La tabernera de Londres, La espada de Bernardo, El grumete, El capitán negrero, Cegar por ver, Galán de noche. I les millors de totes, La cacería real, ambientada a l'època de Felip V i on un pagès dona lliçons de patriotisme al mateix monarca, i Llamada y tropa, amb un fons de pensions i estudiants de Salamanca i on una noia cita a la mateixa hora els seus quatre pretendents per escollir-ne un i acaba perdent-los a tots. També destaca el seu sainet picaresc Los hijos del Tío Tronera, paròdia de la seva obra El trovador, escrit imitant la parla andalusa.
Melodrames són Nobleza obliga, Empeños de una venganza, Gabriel o Magdalena, sobre el tema de la dona seduïda i abandonada, i Un cuento de niños.